# Municipio de Pembroke (Carolina del Norte)
El municipio de Pembroke (en inglés: Pembroke Township) es un municipio ubicado en el  condado de Robeson en el estado estadounidense de Carolina del Norte. En el año 2000 tenía una población de 10.794 habitantes.

## Geografía
El municipio de Pembroke se encuentra ubicado en las coordenadas 34°40′50.65″N 79°11′19.77″O / 34.6807361, -79.1888250.